# Arthur Dietzsch
Arthur Dietzsch (Pausa/Vogtl., 2 ottobre 1901 – Burgdorf, 26 agosto 1974) è stato un militare tedesco, funzionario del campo (Funktionshäftling)  e kapo, nonché infermiere (KZ-Häftlingspfleger) nel Blocco 46 di Buchenwald.

## Biografia
Dietzsch frequentò la scuola secondaria (Realgymnasium) a Plauen e si offrì volontario nell'esercito alla fine della prima guerra mondiale. Dopo l'armistizio, aderì all'organizzazione di veterani Der Stahlhelm e si unì al Reichswehr, l'esercito tedesco numericamente ridotto creato nel primo dopoguerra. Come fuciliere partecipò agli scontri in strada contro i ribelli comunisti. Diligente e affidabile, fu selezionato per l'addestramento degli ufficiali nel 1920. Come ufficiale cadetto, poco prima della sua promozione a tenente, avvertì il padre della sua fidanzata di essere su una lista di ricercati per la sua appartenenza al Partito Comunista, aiutandolo così a fuggire. Per questo motivo, nel 1924 fu arrestato per tradimento, l'anno successivo fu riconosciuto colpevole e condannato a 14 anni di carcere.

### Detenuto nei campi di concentramento
Dopo l'ascesa al potere di Hitler, Dietzsch stava ancora scontando la sua condanna, fu etichettato come comunista e trasferito al KZ Sonnenburg nel marzo 1933, nel 1934 al KZ Esterwegen e quindi al KZ Lichtenburg. Nel 1938, a febbraio, fu trasferito nel KZ Buchenwald.
Nel gennaio 1942, dopo quasi 20 anni di prigionia, fu nominato funzionario e infermiere dei detenuti nella neonata KZ Buchenwald Experimentierstation, una struttura di quarantena nel Blocco 46 per esperimenti medici contro il tifo epidemico altamente infettivo, meglio conosciuto come febbre maculata. Qui lavorò come impiegato e ricevette una formazione infermieristica sul posto di lavoro sotto la guida dei medici SS (KZ Lagerärzte) Erwin Ding-Schuler e del suo vice temporaneo Waldemar Hoven. Dietzsch fu responsabile dell'assistenza ai pazienti affetti da febbre maculata, infettati sperimentalmente o per cause naturali. Oltre che per le SS, lavorò a stretto contatto con il comitato clandestino dei detenuti, la Lagerleitung, meglio conosciuta come resistenza di Buchenwald, rischiando costantemente la propria vita per nascondere i prigionieri condannati a morte dalle SS nella struttura di quarantena.
Fu infermiere e kapo dei detenuti nel Blocco 46 fino all'inizio di aprile del 1945. Quando il suo superiore, Erwin Ding-Schuler, con il quale Dietzsch aveva instaurato più di un rapporto di lavoro, lo informò di essere su una lista di 46 detenuti da giustiziare prima che le SS lasciassero il campo, si nascose chiedendo a due amici detenuti di scavare una fossa nel terreno e ricoprirla di terra e foglie. Dietzsch fu liberato con gli altri detenuti del campo l'11 aprile 1945.

## Nel dopoguerra
Uomo libero per la prima volta dopo 22 anni, Dietzsch fu arrestato dalle autorità tedesche nel dicembre 1946 e dovette testimoniare per la difesa nel Processo ai dottori contro i medici delle SS, tra cui Gerhard Rose e Waldemar Hoven del campo di Buchenwald. Arrestato nuovamente dall'esercito statunitense, si ritrovò imputato insieme ad altre 30 persone nel processo di Buchenwald come complice nell'aver infettato i prigionieri di guerra alleati con la febbre tifoide e la febbre maculata. Diversi testimoni rilasciarono dichiarazioni in sua difesa, tra cui due ufficiali britannici e il futuro diplomatico e filosofo Stéphane Hessel, tutti e tre nel braccio della morte sotto i nazisti; Dietzsch salvò le loro vite, scambiandoli con le identità dei prigionieri già morti e nascondendoli nella struttura di quarantena.
Nonostante le dichiarazioni in sua difesa, Dietzsch fu condannato a 15 anni di carcere per complicità in omicidio e iniziò a scontare la pena nella prigione di Landsberg, un carcere per criminali di guerra tedeschi: in effetti, fu incarcerato con le persone responsabili della sua detenzione nei campi per più di un decennio della sua vita. Dopo una campagna mediatica degli ex detenuti di Buchenwald Werner Hilpert e Eugen Kogon, che resero noti i suoi legami con il comitato clandestino di Buchenwald, e dopo le pressioni dei giornalisti e dei membri della resistenza Marion Gräfin Dönhoff e Kurt Schumacher, Dietzsch fu rilasciato nel 1950. Fu ancora trattato come un nazista e solo con l'aiuto di Hilpert e Kogon riuscì a superare la denazificazione alleata nel 1951.
La Germania non lo ha mai riconosciuto come prigioniero politico, né ha mai ricevuto un risarcimento per gli anni trascorsi nei campi di concentramento. Il fatto che abbia salvato delle vite umane rischiando la propria non è mai stato riconosciuto ufficialmente. Inoltre, gli fu rifiutato il lavoro a causa del suo congedo con disonore per tradimento e della sua situazione penale. Con la salute cagionevole a causa dei lunghi e duri anni trascorsi nei campi di concentramento, sopravvisse solo grazie al sostegno degli ex detenuti di Buchenwald. Dopo aver trovato una tardiva felicità con la moglie Lilly, nata Endryat, trascorse il resto della sua vita in contatto con gli ex detenuti dei campi e con le organizzazioni di ex prigionieri politici e membri della resistenza. Negli anni, testimoniò in diversi altri processi legati al campo di Buchenwald.
Dietzsch morì nell'agosto 1974 a Burgdorf, in Germania.

## Nella cultura di massa
La storia della sua vita è stata oggetto del libro scritto da Ernst von Salomon, Das Schicksal des A. D. - Ein Mann im Schatten der Geschichte e pubblicato nel 1960.